# Вудс, Крис
Кри́стофер Чарльз Э́рик Вудс (англ. Christopher Charles Eric Woods; родился 14 ноября 1959 года в Свайнсхеде, Линкольншир) — английский футболист и футбольный тренер. Выступал на позиции вратаря за английские клубы «Ноттингем Форест», «Куинз Парк Рейнджерс», «Норвич Сити», «Шеффилд Уэнсдей», «Рединг», «Саутгемптон», «Бернли» и за шотландский «Рейнджерс». Также провёл 43 матча, защищая ворота национальной сборной Англии. В настоящее время работает тренером вратарей в национальной сборной Шотландии.

## Карьера игрока

### Ноттингем Форест
Вудс начал карьеру в «Ноттингем Форест». Он был уверен, смел и подвижен, и довольно рано его стали сравнить с легендарным английским вратарем — Питером Шилтоном. Он подписал полноценный контракт в 1976 году, но в течение 3-х лет в клубе, он так и не дебютировал. Тем временем, «Форест» выиграл Второй дивизион Футбольной лиги в 1977 году, как раз тогда в клуб пришёл Шилтон, а затем «Красные» выиграли и Первый дивизион Футбольной лиги. Шилтон пришёл в клуб в сентябре 1977 года и играл стабильно в основе.

## Тренерская карьера
Вудс начал тренерскую карьеру в штабе Уолтера Смита в «Эвертоне» в 1998 году, где он стал тренером вратарей.
В 2011 году Вудс был приглашён в тренерский штаб национальной сборной США, где он работал с вратарями, в том числе с Тимом Ховардом, знакомом ему по работе в «Эвертоне».
1 июля 2013 года было объявлено, что Крис Вудс, Стив Раунд и Джимми Ламсден покидают «Эвертон» и присоединяются к тренерскому штабу Дэвида Мойеса в «Манчестер Юнайтед».

## Достижения
Ноттингем Форест
- Обладатель Суперкубка Англии: 1978
- Победитель Кубка Футбольной лиги: 1978
- Победитель Кубка европейских чемпионов: 1979
- Победитель Суперкубка Европы: 1979

Норвич Сити
- Победитель Кубка Футбольной лиги: 1985

Рейнджерс
- Чемпион Шотландии (4): 1987, 1989, 1990, 1991
- Победитель Кубка шотландской лиги (4): 1987, 1988, 1989, 1991

Шеффилд Уэнсдей
- Финалист Кубка Англии: 1993
- Финалист Кубка Футбольной лиги: 1993